# パケットライト
パケットライトとは、ライトワンス（Write Once Read Many、WORM）メディアへのファイルシステムの記録方式の1つ。

## 概要
データをパケットに分割し書き込んでいく。従来の方式（ディスクアットワンス、トラックアットワンス、セッションアットワンス）と違って、ファイナライズする（セッションを閉じる）必要がないパケットと呼ぶ単位の追記のみによるシステムで、ユーザーから見ると普通の上書き可能なディスク等と同様に、ライトワンス（Write Once Read Many、WORM）メディアに対してもファイル単位で記録・消去ができる。ただしファイルを消去あるいは縮小（truncate）しても残り容量は増えず、ライトワンスメディアであれば追記不可能になった時点でROMメディアと同等になり、CD-RW等の一括消去するタイプのメディアでは、再使用するには内容をバックアップするなどしてから消去する。
大学や企業の研究室レベルでは、ライトワンスメディアの便利な利用法として研究開発は進んでいたが、一般にはCD（CD-R）時代には標準化がなされなかったこと等により、独自規格や専用ドライバ・ツールによるバラバラな対応であったことからほとんど普及しなかった。
現在はUDFにより統一方式が決まり、OSレベルで標準対応しているため、近年のメディアであるBDなどではUSBフラッシュメモリなどと同様に一般的に使用できる。
またUDFとは別に一般的な特徴として、過去の状態が全て残っているという一種のログ構造ファイルシステムのような性質があるため、（ファイルシステムが対応していれば）過去のある時点のファイルの内容をあとから遡って見ることができる。

## 対応OS
(全てUDF)Windows Vista以降のWindowsではOSで標準対応しているが「ライブファイルシステム」と名付けられており、パケットライトという名前は使われていない。Windows 10では空のディスクを挿入すると標準で「ライブファイルシステム」形式でのフォーマットが選択されるようになっている。
Mac OS X LeopardやLinux 2.6.xもそれぞれ対応している。

## メリット
- ファイル単位で書き込み、消去が出来る。
- 書き込みエラーに対して追記で対応できるため、ロバスト性がある。
- 保存性が高い。(傷や埃は他のメディアと同じようにつくのでその点には注意が必要。)

## デメリット
以下の内容は主として、UDF以前の状況、及びWindowsという単一の環境における特殊事情についての記述であり、パケットライトについて一般的に記述している部分はほとんど無い。
- 初期の頃は、各メーカーのパケットライトソフト間に互換性がないことが問題となった。ベンダーごとに規格が乱立したためといわれており、異なるパケットライトソフトで読み書きを行うと、場合によってはファイルが読めなくなる。ソフトによっては、まったくの独自フォーマットを採用している製品があり、そういったソフトで書き込むとそのソフトをインストールしたパソコンでしかデータを読み出せない。現在ではUDFで概ね統一されているため、互換性の問題は緩和されているが、相変わらず独自仕様を組み込んでいる例もあり、ディスクをフォーマットしたメーカー以外のライティングソフトでファイルを読み書きすると、ディスクが論理的にクラッシュして、データが読み出せなくなる危険性がある。
- パケットライトソフトウェアは常に常駐し、パソコンのメモリを消費する。また、ハードウェアを直接制御するソフトウェアなので、バグや相性が発生すると、パソコンの動作が不安定になったりフリーズする場合がある。
- パケットライトで書き込む前にパケットライト形式でフォーマットする必要があるが、CD-R、CD-RWの場合はフォーマットにかなりの時間がかかる。また、CD-R、CD-RWの場合はフォーマット時にかなり大きい「データ管理領域」を作成するため、ユーザーが使用できる容量は、ディスクアットワンスと比べると100MB程度少なくなる。DVD以降のメディアの場合は、フォーマットの時間やデータ領域の問題はある程度解決されている。
- 他のライティング方式よりドライブの読み込み能力が落ちる、また相性がある。
- 書き込みが遅い、計測ができない。
- データの取り出しが遅い。（マシンのスペックにも依存。）
- 対応ドライブでないと読み込めない。
- 音楽CD、ビデオCD、DVDビデオ等は作れない。
- OSが、パケットライト方式のファイルシステムに対応できる必要があり、そのためドライバの追加が必要なこともある。
- ドライブのファームウェアを更新するときや、一部のアプリケーション、ゲームなどではパケットライトソフトウェアが常駐していると動作に不具合を起こす場合があり、そういった場合はパケットライトソフトウェアの動作を無効化することや、パケットライトソフトウェアをアンインストールすることなどがメーカーから示される事があった[1][2]。

## 仕様
- UDF （バージョン1.5からパケットライトに対応）
- その他
  - ソニーのCD-RFS(CD-R File System)
  - 業界団体OSTA(Optical Storage Technology Association)のCDUDF
  - Mount Rainier

## 主なソフト
- Drag to disc ver.9 / DLA (Drive Letter Access) （Sonic Record Now!)
- B's Clip / B's Clip7 (B's Recorder Gold)
- Drag to disc / DirectCD (Easy CD Creator)
- InCD / abCD (Nero)
- Packetman / Packetman for Windows (WinCDR)